# Efter stormen (film)
Efter stormen (originaltitel: 海よりもまだ深く, Umi yori mo mada fukaku) är en japansk dramafilm från 2016, skriven och regisserad av Hirokazu Kore-eda.
Filmen visades på Filmfestivalen i Cannes 2016 och tävlade för Un certain regard.

## Handling
Ryota, vars storhetstid som prisbelönad författare är över, jobbar numera som privatdetektiv och slösar bort det mesta han tjänar på spelande. Han vill desperat återställa sin kontakt med sin familj, som har gått vidare utan honom. Men en stormig sommarnatt ger Ryota en ny chans.

## Om filmen
Efter stormen visades i SVT i april och september 2021.

## Mottagande
På Rotten Tomatoes har filmen ett medelbetyg på 96 procent, baserat på 127 recensioner, och ett genomsnittsbetyg på 7,9 av 10. På Metacritic har filmen genomsnittsbetyget 84 av 100, baserat på 25 recensioner.